# Anton van Glymes
Anton van Glymes van Bergen was een edelman die leefde van 1500-1541. Hij was de zoon van Jan III van Glymes van Bergen en van Adriana van Brimeu en hij was heer van Bergen op Zoom en van Walhain.
In 1533 verhief Karel V de heerlijkheid Bergen op Zoom tot markgraafschap en de heerlijkheid Walhain tot graafschap. Daarmee werd Anton de eerste markies van Bergen op Zoom en de eerste graaf van Walhain. Daarnaast erfde hij het Kasteel Croy.
Anton van Glymes was gezant van Maria van Hongarije. In 1540 ontving hij Karel V in het Markiezenhof.
Hij was getrouwd met Jacqueline van Croÿ, dochter van Hendrik van Croÿ. Het echtpaar had de volgende kinderen:
- Anna van Glymes van Bergen (1525)
- Jan IV van Glymes van Bergen (1528)
- Robert van Glymes van Bergen (1530)
- Mencia van Glymes van Bergen (1535)

Zijn weduwe zou het regentschap uitoefenen tijdens de minderjarigheid van hun zoon Jan.

## Voorouders
| Voorouders van Anton van Glymes | Voorouders van Anton van Glymes                                       | Voorouders van Anton van Glymes                                       | Voorouders van Anton van Glymes                                    | Voorouders van Anton van Glymes                                    | Voorouders van Anton van Glymes                                   | Voorouders van Anton van Glymes                                   | Voorouders van Anton van Glymes                                                   | Voorouders van Anton van Glymes                                                   |
| ------------------------------- | --------------------------------------------------------------------- | --------------------------------------------------------------------- | ------------------------------------------------------------------ | ------------------------------------------------------------------ | ----------------------------------------------------------------- | ----------------------------------------------------------------- | --------------------------------------------------------------------------------- | --------------------------------------------------------------------------------- |
| Overgrootouders                 | Jan I van Glymes (1390-1427) ∞ 1418 Johanna van Boutersem (1398-1430) | Jan I van Glymes (1390-1427) ∞ 1418 Johanna van Boutersem (1398-1430) | Gauchier van Saint Simon (-1458) ∞ Marie van Commercy (-1449)      | Gauchier van Saint Simon (-1458) ∞ Marie van Commercy (-1449)      | Jan II van Brimeu (1397-1441) ∞ 1455 Maria van Mailly (1410–1470) | Jan II van Brimeu (1397-1441) ∞ 1455 Maria van Mailly (1410–1470) | Jacob van Rambures (1425-1515) ∞ Maria-Antoinette van Bergues-Saint Winoc (1425-) | Jacob van Rambures (1425-1515) ∞ Maria-Antoinette van Bergues-Saint Winoc (1425-) |
| Grootouders                     | Jan II van Glymes (1417-1494) ∞ 1444 Margaretha van Rouveroy (?-?)    | Jan II van Glymes (1417-1494) ∞ 1444 Margaretha van Rouveroy (?-?)    | Jan II van Glymes (1417-1494) ∞ 1444 Margaretha van Rouveroy (?-?) | Jan II van Glymes (1417-1494) ∞ 1444 Margaretha van Rouveroy (?-?) | Guy van Brimeu (1433-1477) ∞ Antoinette van Rambures (1449-1517)  | Guy van Brimeu (1433-1477) ∞ Antoinette van Rambures (1449-1517)  | Guy van Brimeu (1433-1477) ∞ Antoinette van Rambures (1449-1517)                  | Guy van Brimeu (1433-1477) ∞ Antoinette van Rambures (1449-1517)                  |
| Ouders                          | Jan III van Glymes (1452–1532) ∞ Adriana van Brimeu (?-?)             | Jan III van Glymes (1452–1532) ∞ Adriana van Brimeu (?-?)             | Jan III van Glymes (1452–1532) ∞ Adriana van Brimeu (?-?)          | Jan III van Glymes (1452–1532) ∞ Adriana van Brimeu (?-?)          | Jan III van Glymes (1452–1532) ∞ Adriana van Brimeu (?-?)         | Jan III van Glymes (1452–1532) ∞ Adriana van Brimeu (?-?)         | Jan III van Glymes (1452–1532) ∞ Adriana van Brimeu (?-?)                         | Jan III van Glymes (1452–1532) ∞ Adriana van Brimeu (?-?)                         |
| Anton van Glymes (1500-1541)    |                                                                       |                                                                       |                                                                    |                                                                    |                                                                   |                                                                   |                                                                                   |                                                                                   |